# Adbusters
 (novembre 2016).

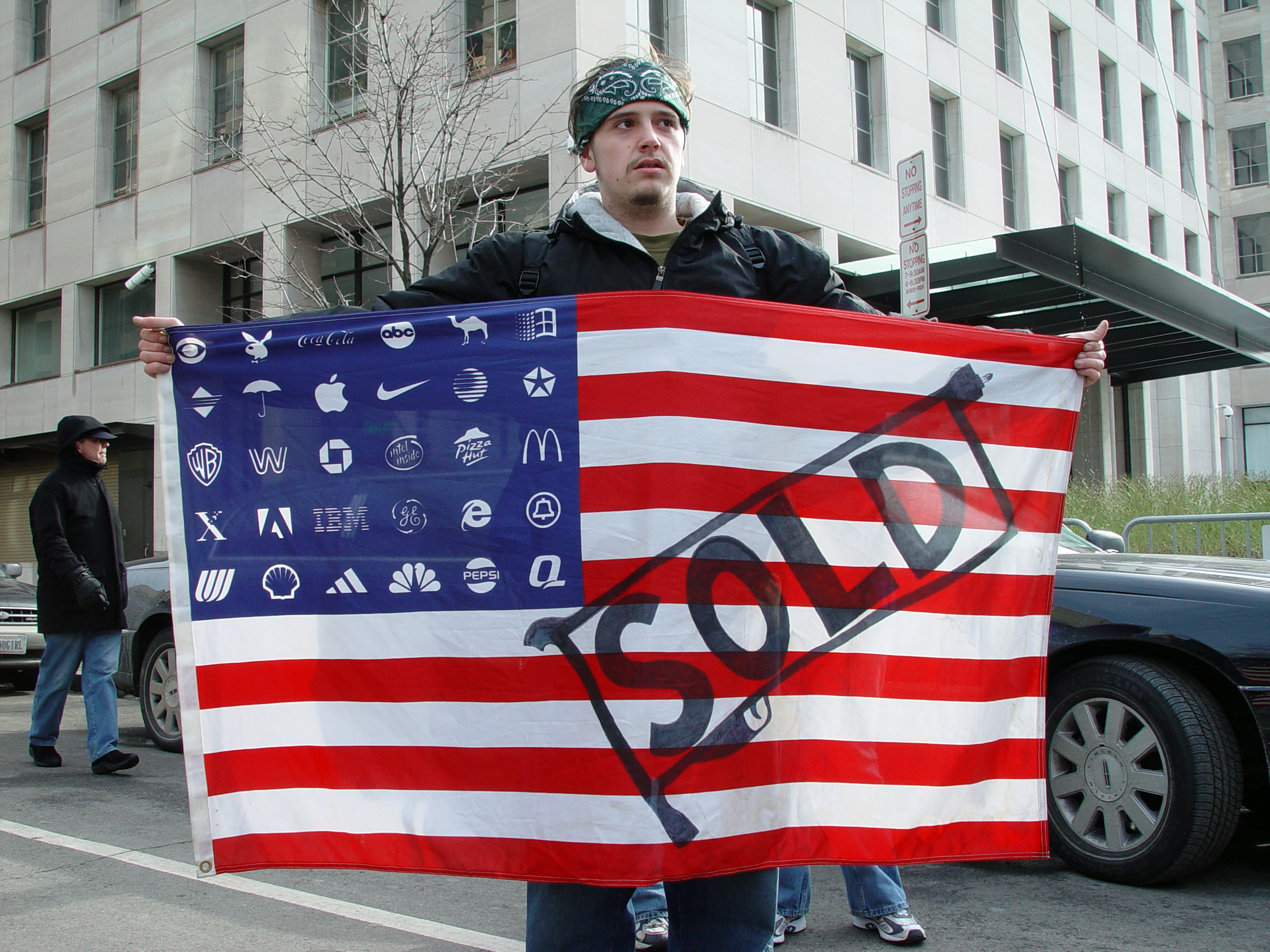
Corporate flag montrant de grandes marques qui remplacent les États américains.

Adbusters (fondé en 1989) est à la fois un magazine (Adbusters magazine) et une fondation (Adbusters Media Foundation).
Celle-ci se définit elle-même comme un réseau de militants, d'écrivains et d'artistes qui veulent innover dans de nouvelles formes de militantisme propres à l'ère de l'information qui caractérise notre époque. Cette fondation s'engage dans de nombreuses causes sociales ou politiques, dont la plupart sont anticonsuméristes (s'opposent à la consommation de masse) ou anticapitalistes. Elle promeut des campagnes-chocs et est à l'initiative de la journée sans achat (Buy nothing day), de la semaine sans télé (TV turn-off week) et du mouvement Occupy Wall Street.
Adbusters est aussi un magazine engagé et militant, fondé par Kalle Lasn et Bill Schmalz, financièrement soutenu par ses seules ventes (sans publicité ni commanditaire). Il est publié à Vancouver, Colombie-Britannique, Canada, par Adbusters Media Foundation. Son tirage est évalué à 120 000 exemplaires.

## Historique

### Étymologie
Le mot adbusters est anglo-saxon : il est composé de « ad », abréviation anglaise courante pour « advertising » (publicité) et « buster », mot polysémantique mais ici donné dans le sens de « destructeur, casseur, éliminateur ». En français de France l'expression « casseurs de pub » est une traduction correcte.

## Pays
Les Adbusters de divers pays se sont regroupés en associations nationales : Casseurs de pub en France et Résistance à l'agression publicitaire en France et en Belgique, Adbusters Norge en Norvège, Adbusters Sverige en Suède et Culture Jammers au Japon.